# Aviludo-Louletano-Loulé
Aviludo-Louletano-Loulé is een Portugese wielerploeg, die is opgericht in 2005 en uitkomt in de continentale circuits van de UCI.

## Seizoen 2024
De ploeg bestaat in 2025 uit tien renners. Drie renners die in 2024 bij de ploeg reden zijn voor aanvang van het seizoen van 2025 vertrokken. Zodoende zijn er drie nieuwe renners door de ploeg aangetrokken in 2025.

### Renners
| Naam                  | Geboortedatum    | Nationaliteit | Ploeg 2024          |
| --------------------- | ---------------- | ------------- | ------------------- |
| Tomas Contte          | 1 augustus 1998  | Argentinië    |                     |
| Jesus del Pino        | 9 september 1990 | Spanje        |                     |
| José Dias             | 20 juni 2000     | Portugal      |                     |
| David Domínguez       | 28 juli 2000     | Spanje        |                     |
| Jorge Gálvez          | 11 april 2000    | Spanje        | Zamora Enamora      |
| Cláudio Leal          | 30 juli 2004     | Portugal      | Porminho Team sub23 |
| Carlos Oyarzun        | 26 oktober 1981  | Chili         |                     |
| Sérgio Saleiro        | 20 oktober 2003  | Portugal      | Óbidos Cycling Team |
| German Nicolás Tivani | 31 oktober 1995  | Argentinië    |                     |
| Daniel Viegas         | 5 januari 1998   | Portugal      |                     |